# Выборы губернатора Белгородской области (2017)
Выборы губернатора Белгородской области состоялись в Белгородской области 10 сентября 2017 года в единый день голосования.
На 1 января 2017 года в Белгородской области было зарегистрировано 1 237 249 избирателей
Председатель областной избирательной комиссии — Николай Плетнёв.

## Предшествующие события
С октября 1993 года администрацию Белгородской области возглавляет Евгений Савченко, когда был назначен президентом Борисом Ельциным. Затем побеждал на выборах в декабре 1994 года (55,5 %), в мае 1999 года (53,4 %), в мае 2003 года (61,2 %). В 2004 году прямые выборы в России были отменены, и июне 2007 года Савченко был назначен на новый срок президентом Путиным и утверждён Белгородской областной думой. В 2012 году прямые выборы глав регионов были возвращены, и в октябре того же года состоялись выборы губернатора Белгородской области, в которых Савченко вновь участвовал и победил (77,64 %).
В феврале 2017 года Евгений Савченко опроверг слухи о скорой отставке и высказал намерение баллотироваться на следующий срок.

### Ключевые даты
- 9 июня 2017 года Белгородская областная дума официально назначила выборы на 10 сентября 2017 года (единый день голосования).[4]
  - 10 июня постановление о назначении было опубликовано в СМИ.[5]
- 14 июня опубликован расчёт числа подписей, необходимых для регистрации кандидата.[6]
- с 26 июня по 31 июля — выдвижение кандидатов (не ранее чем за 75 дней до дня голосования).[5]
  - агитационный период начинается со дня выдвижения кандидата и прекращается за одни сутки до дня голосования.
- по 31 июля — представление документов для регистрации кандидатов, к заявлениям должны прилагаться листы с подписями муниципальных депутатов.[5]
- с 12 августа по 8 сентября — агитация в СМИ.[5]
- 9 сентября — день тишины.
- 10 сентября — день голосования.

## Выдвижение и регистрации кандидатов
В Белгородской области кандидаты выдвигаются только политическими партиями, имеющими право участвовать в выборах. Самовыдвижение не допускается.
Каждый кандидат при регистрации должен представить список из трёх человек, один из которых, в случае избрания кандидата, станет представителем правительства региона в Совете Федерации.

### Муниципальный фильтр
В Белгородской области кандидаты должны собрать подписи 5 % муниципальных депутатов и глав муниципальных образований. Среди них должны быть подписи депутатов районных и городских советов и (или) глав районов и городских округов в количестве 5 % от их общего числа. Кроме того, кандидат должен получить подписи не менее чем в трёх четвертях районов и городских округов. По расчёту избиркома, каждый кандидат должен собрать от 150 до 157 подписей депутатов всех уровней и глав муниципальных образований, из которых от 35 до 37 — депутатов райсоветов и советов городских округов и глав районов и городских округов не менее чем 17 районов и городских округов области.

## Кандидаты
| Кандидат                | Должность (на момент выдвижения)                                                                                 | Партия выдвижения       | Статус                     | Кандидаты в Совет Федерации |
| ----------------------- | --- | ----------------------- | -------------------------- | --- |
| Константин Климашевский | помощник депутата Госдумы Александра Старовойтова                                                                | ЛДПР                    | зарегистрирован            | Николай Гаврилов, гендиректор ЗАО «Строитель» Марина Еременко, временно не работает Алексей Каргапольцев, тренер-инструктор МАУ «ФОК „Победа“ села Ливенка» |
| Андрей Маликов          | гендиректор ООО «Строй Сервис»                                                                                   | Гражданская Платформа   | отказ в регистрации        | |
| Юрий Осетров            | директор ЗАО «Аспект Центр»                                                                                      | Справедливая Россия     | выбыл по личному заявлению | |
| Станислав Панов         | помощник депутата Госдумы Сергея Гаврилова по работе в Белгородской области, депутат Белгородской областной думы | КПРФ                    | зарегистрирован            | Валерий Шевляков, депутат Белгородской облдумы Василий Алтухов, пенсионер Анастасия Байбикова, зам. заведующего отделом молодежной политики ЦК КПРФ |
| Евгений Савченко        | губернатор Белгородской области                                                                                  | Единая Россия           | зарегистрирован            | Николай Рыжков, действующий член Совета Федерации, представитель губернатора Белгородской области (с 2003 года) Валерий Сергачев, гендиректор ООО «Наследие» Наталия Полуянова, зам. губернатора Белгородской области — начальник департамента образования Белгородской области |
| Эдуард Чаусов           | гендиректор ООО «СМУ-55»                                                                                         | Партия ветеранов России | зарегистрирован            | Вадим Руднев, гендиректор ООО «Юристы и Консалтинг» Юлия Позднякова, менеджер в АО «Белгородэнергосбыт» Руслан Сычёв, советник по экономической безопасности в ООО «Полисинтез»                                                                                                 |

## Социологические исследования
| Опрос                           | Явка   | Савченко | Панов  | Климашевский | Чаусов | Испорчу бюллетень | Не пойду на выборы | Затруднились ответить |
| ------------------------------- | ------ | -------- | ------ | ------------ | ------ | ----------------- | ------------------ | --------------------- |
| ФОМ, 17-25 июля 2017            | 51 %   | 54 %     | 3 %    | 2 %          | 1 %    | 1 %               | 1 %                | 38 %                  |
| ФОМ, 10-21 августа 2017         | 50 %   | 58 %     | 3 %    | 4 %          | 1 %    | 1 %               | 1 %                | 32 %                  |
| ФОМ прогноз, 10-21 августа 2017 | 50,2 % | 73,5 %   | 10,4 % | 10,2 %       | 3,7 %  | 2,2 %             | -                  | -                     |

## Итоги выборов

Карта явки на выборы.

| Место                                                                                        | Место                                              | Кандидат                                           | Голосов    | %      |
| -------------------------------------------------------------------------------------------- | -------------------------------------------------- | -------------------------------------------------- | ---------- | ------ |
|                                                                                              | 1.                                                 | Савченко, Евгений Степанович                       | 466 971    | 69,29  |
|                                                                                              | 2.                                                 | Панов, Станислав Геннадьевич                       | 107 504    | 15,95  |
|                                                                                              | 3.                                                 | Климашевский, Константин Александрович             | 54 842     | 8,14   |
|                                                                                              | 4.                                                 | Чаусов, Эдуард Евгеньевич                          | 28 707     | 4,26   |
| Число недействительных бюллетеней                                                            | Число недействительных бюллетеней                  | Число недействительных бюллетеней                  | 15 941     | 2,37   |
| Критерий                                                                                     | Критерий                                           | Критерий                                           | Количество | %      |
| Действительные и недействительные бюллетени                                                  |                                                    |                                                    |            |        |
| Число действительных бюллетеней                                                              | Число действительных бюллетеней                    | Число действительных бюллетеней                    | 658 024    | 97,63  |
| Число недействительных бюллетеней                                                            | Число недействительных бюллетеней                  | Число недействительных бюллетеней                  | 15 941     | 2,37   |
| Принявшие участие в голосовании и число избирателей                                          |                                                    |                                                    |            |        |
| Число избирателей, принявших участие в голосовании                                           | Число избирателей, принявших участие в голосовании | Число избирателей, принявших участие в голосовании | 673 965    | 100,00 |
| Число включённых в список избирателей                                                        | Число включённых в список избирателей              | Число включённых в список избирателей              | 1 232 374  | 100,00 |
| Бюллетени                                                                                    |                                                    |                                                    |            |        |
| Число бюллетеней, выданных на участке                                                        | Число бюллетеней, выданных на участке              | Число бюллетеней, выданных на участке              | 591 283    | 87,73  |
| Число бюллетеней, выданных вне участка                                                       | Число бюллетеней, выданных вне участка             | Число бюллетеней, выданных вне участка             | 82 715     | 12,27  |
| Число бюллетеней, выданных досрочно                                                          | Число бюллетеней, выданных досрочно                | Число бюллетеней, выданных досрочно                | 0          | 0,00   |
| Число выданных бюллетеней                                                                    | Число выданных бюллетеней                          | Число выданных бюллетеней                          | 673 998    | 100,00 |
| Принявшие участие в выборах (явка избирателей) и голосовании (% от общего числа избирателей) |                                                    |                                                    |            |        |
| Число избирателей, принявших участие в выборах                                               | Число избирателей, принявших участие в выборах     | Число избирателей, принявших участие в выборах     | 673 998    | 54,69  |
| Число избирателей, принявших участие в голосовании                                           | Число избирателей, принявших участие в голосовании | Число избирателей, принявших участие в голосовании | 673 965    | 54,69  |